# Franz Anton Leitgeb
Pour les articles homonymes, voir Leitgeb.
Franz Anton Leitgeb (né en 1744 et mort en 1812) était un musicien autrichien. 
Fils du maire de Brandebourg et jouant de plusieurs instruments, il travailla au service du comte Franz de Walsegg comme membre de l'orchestre qui était à demeure en son château et bénéficiait d'une position supérieure parmi les serviteurs de l'aristocratie.
Il est apparemment le mystérieux messager qui commanda à Mozart le célèbre Requiem de 1791 au nom du comte Walsegg.